# Inga dåliga väder
Inga dåliga väder är ett musikalbum av a cappella-gruppen Viba Femba och är från 1996.

## Låtlista
1. "Inga dåliga väder" (Staffan Lindberg) – 3:05
  - Solo: Erik Lindman
2. "Gott om pojkar" (Henrik Ekman) – 3:10
  - Solo: Henrik Ekman
3. "Om du blundar" (Henrik Ekman) – 3:10
  - Solo: Erik Lindman
4. "Slutstrid" (Kjell Höglund) – 9:47
  - Solo: Peter Boivie
5. "Mjölnarsonen" (Erik Lindman) – 5:18
  - Mjölnarsonen: Gunnar Axelson-Fisk
  - Berättaren: Erik Lindman
6. "Tonerna" (Text: Erik Gustaf Geijer – musik: Carl Sjöberg) – 2:55
  - Solo: Gunnar Axelson-Fisk
7. "Gotländsk sommarnatt" (Svante Pettersson) – 1:33
  - Trumpet: Peter Boivie
  - Piano: Thomas Strömberg
8. "Sång till fritiden" (Musik: Silvio Rodríguez; svensk text: Björn Afzelius – omgjord text: Staffan Lindberg) – 3:00
  - Originaltitel: "El Día Feliz Que Está Ilegando"
  - Svensk titel: "Sång till friheten"
  - Solo: Erik Lindman
  - Slagverk: Fredrik Österberg
9. "Studenten" (Gunnar Axelson-Fisk) – 2:21
  - Solo: Peter Boivie
10. "Hal is" (Musik: Blå tåget – text: Torkel Rasmusson, Henrik Ekman) – 7:29
  - Solo: Henrik Ekman, Gunnar Axelson-Fisk
11. "Jag får gåshud av Gud" (Smörgossarna) – 2:41
  - Solo: Staffan Lindberg
  - Slagverk: Fredrik Österberg
12. "Det handlar om bajs" (Henrik Levahn, Staffan Lindberg) – 3:45
  - Rap: Gunnar Axelson-Fisk, Staffan Lindberg
13. "Oberoende vad fursten säger" (Text: Dick Hansson, Lorne deWolfe – musik: Lorne deWolfe) – 3:13

- Arrangemang:
- Staffan Lindberg (4, 8, 11)
- Gunnar Axelsson-Fisk (6)
- Henrik Ekman (10)

Total tid:49:27
Alla låtar är inspelade i Studio 3 på Radio Uppland, Uppsala 1996 utom följande:
- "Det handlar om bajs" – inspelad i Vintage ljudstudio, Västerås, juli 1996
- "Mjölnarsonen" – är en liveupptagning från januari 1996 på Skandiascenen, Uppsala
- "Gotländsk sommarnatt" – är en liveupptagning från mars 1995 i Universitetsaulan, Uppsala

## Medverkande
- Viba Femba:
  - Erik Lindman
  - Gunnar Axelson-Fisk
  - Henrik Ekman
  - Peter Boivie — trumpet (7)
  - Staffan Lindberg
- Fredrik Österlund — slagverk (8, 11)
- Thomas Strömberg — piano (7)